# 二氢尿嘧啶
二氢尿嘧啶（英語：Dihydrouracil）是尿嘧啶分解代谢的中间产物之一，能与核糖通过C-N糖苷键组成的二氢尿苷，在RNA中能与腺嘌呤形成互补配对。

由腺嘌呤和二氢尿嘧啶组成的碱基互补配对（A:D）